# Laxta feroculotacta
Laxta feroculotacta är en kackerlacksart som beskrevs av Roth, L. M. 1992. Laxta feroculotacta ingår i släktet Laxta och familjen jättekackerlackor. Inga underarter finns listade i Catalogue of Life.